# Taraxacum sect. Erythrosperma
La  Taraxacum sect. Erythrosperma  (Harald Lindberg) Gustav Adolf Hugo Dahlstedt, 1921 è una sezione di piante angiosperme dicotiledoni del genere Taraxacum della famiglia delle Asteraceae.

## Etimologia
Il nome scientifico della sezione è stato definito dai botanici Harald Lindberg (1871-1963) e Gustav Adolf Hugo Dahlstedt (1856-1934) nella pubblicazione " Acta Florae Sueciae. Stockholm" ( Acta Fl. Sueciae 1: 36.) del 1921.

## Descrizione

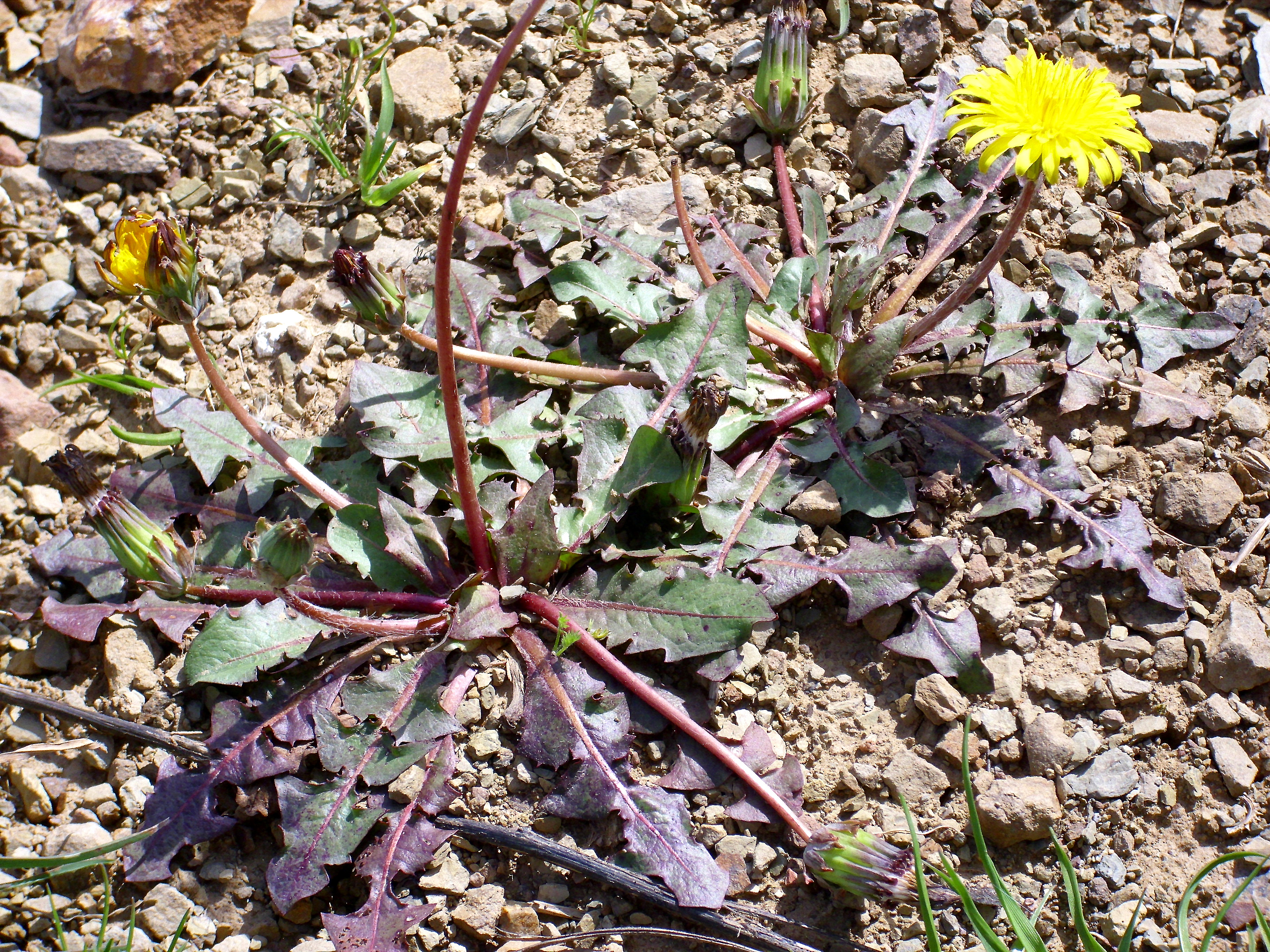
Il portamento
Taraxacum erythrospermum

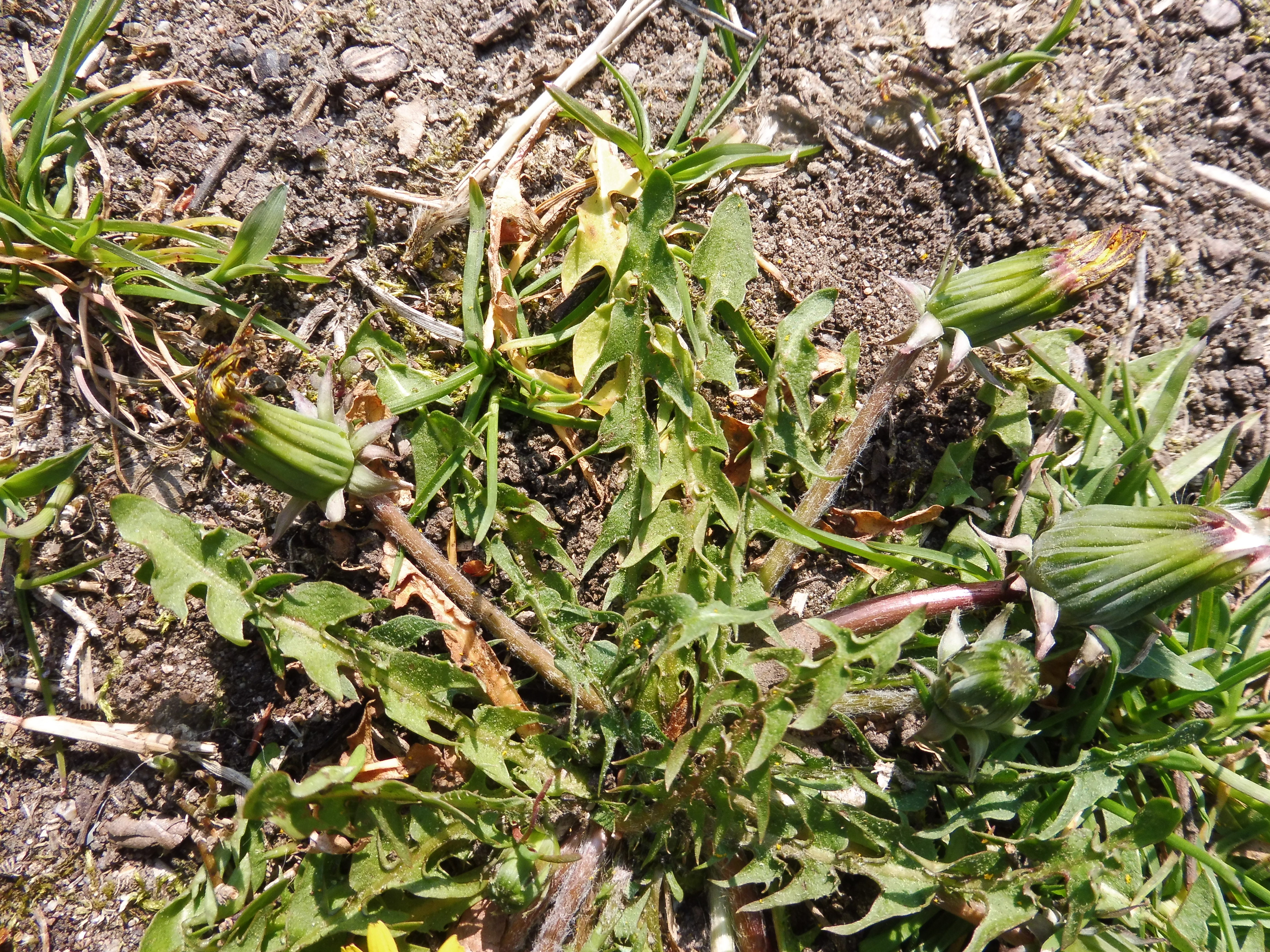
Le foglie
Taraxacum plumbeum

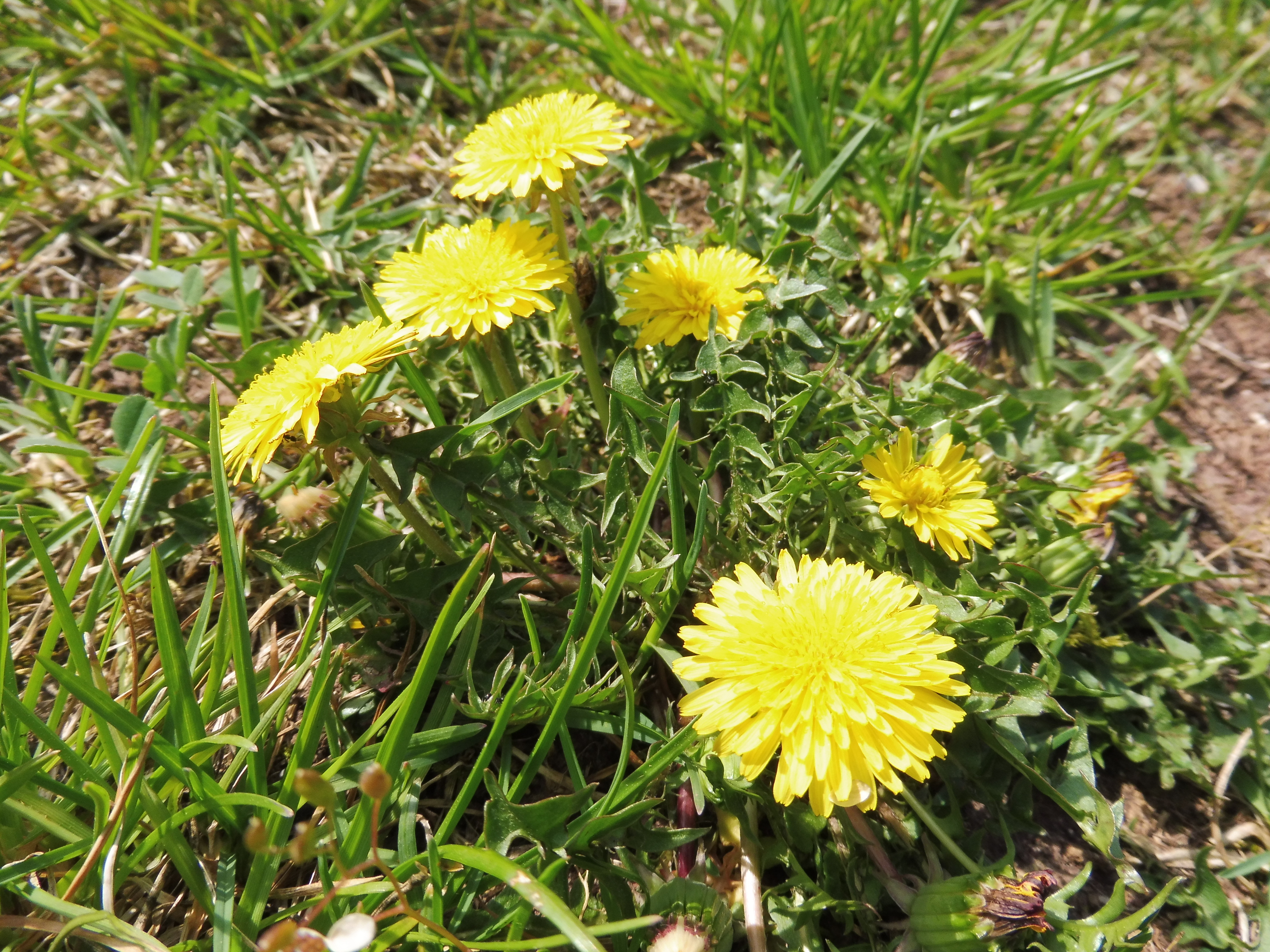
Infiorescenza
Taraxacum parnassicum

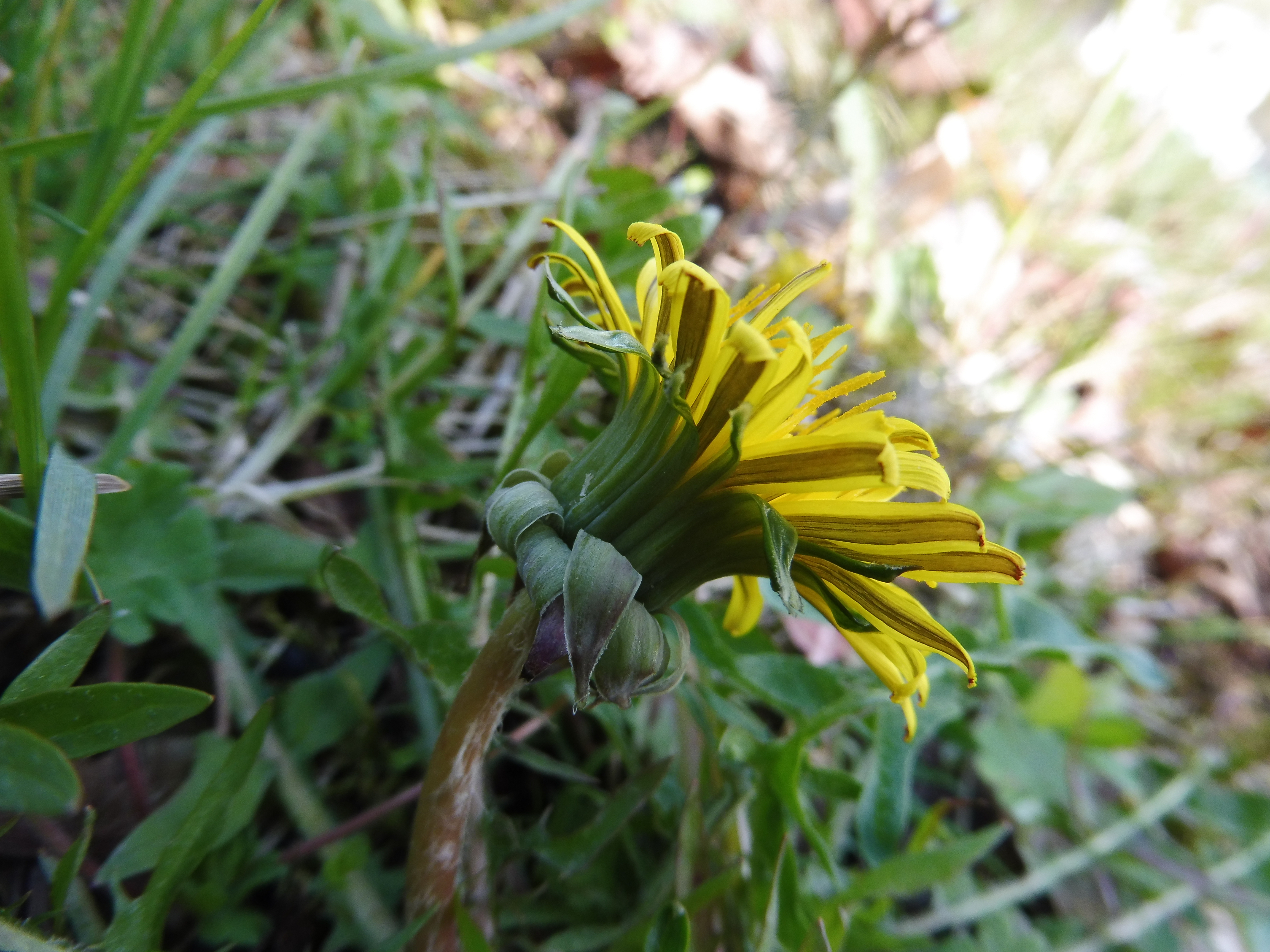
I fiori
Taraxacum lacistophylloides

Habitus. Le specie di questo gruppo in genere sono piante perenni scapose non molto alte (piccole e gracili). La forma biologica prevalente è emicriptofita rosulata (H ros), ossia sono piante erbacee, a ciclo biologico perenne, con gemme svernanti al livello del suolo e protette dalla lettiera o dalla neve e hanno le foglie disposte a formare una rosetta basale. La riproduzione delle specie di questo genere può avvenire normalmente per via sessuale oppure anche in modo apomittico.
Radici. Le radici sono dei fittoni alla fine sempre divisi. Il fittone è perenne e quando aumenta in grossezza la sua lunghezza si espande e si contrae alternativamente. Nella radice è presente un lattice amaro.
Fusto. La parte aerea vera e propria del fusto è assente: dalla parte apicale del rizoma, posto al livello del suolo, emerge direttamente la rosetta basale e uno o più peduncoli cavi e afilli dell'infiorescenza. La base delle piante è avvolta da tuniche persistenti. Le piante di questo gruppo sono alte 3 – 10 cm.
Foglie. Le foglie sono solamente basali (rosette radicali) con disposizione alterna lungo il caule e appressate al suolo. Il picciolo è breve e spesso è alato. La lamina ha una forma da oblunga a obovata o oblanceolata. I margini sono profondamente inciso-sfrangiati. Gli apici sono da arrotondati a ottusi. Le facce sono glabre o debolmente villose, colorate di verde-chiaro un po' grigio-pruinose. Larghezza delle foglie: 10 cm.
Infiorescenza. Le infiorescenze sono composte da diversi singoli capolini peduncolati. I capolini sono formati da un involucro a forma da campanulata a oblunga, composto da brattee (o squame) disposte in due serie principali in modo embricato, all'interno delle quali un ricettacolo fa da base ai fiori tutti ligulati. Le squame si dividono in interne ed esterne (queste ultime formano un calice basale all'involucro). Quelle esterne sono disposte su alcune subserie; hanno una forma da ovata a lanceolata; sono distinte e diseguali, in genere sono più brevi delle brattee interne; nella parte apicale sono caratterizzate dai "cornetti" rosso-brunastri, la cui forma è utile per distinguere una specie dall'altra; all'antesi spesso sono patenti con margini bordati di bianco (ma non membranoso). Il ricettacolo è piano e butterato (alla fine diventa convesso), è inoltre nudo, ossia privo di pagliette a protezione della base dei fiori. Larghezza dell'involucro: 10 – 14 mm. Larghezza delle brattee involucrali esterne: 1 – 2 mm.
Fiori. I fiori tutti ligulati, sono tetra-ciclici (ossia sono presenti 4 verticilli: calice – corolla – androceo – gineceo) e pentameri (ogni verticillo ha in genere 5 elementi). I fiori sono ermafroditi, fertili e zigomorfi.
- Formula fiorale:

*/x K {\displaystyle \infty }, [C (5), A (5)], G 2 (infero), achenio
- Calice: i sepali del calice sono ridotti ad una coroncina di squame.
- Corolla: le corolle sono formate da una ligula terminante con 5 denti. La corolla è colorata di giallo-citrino chiaro.
- Androceo: gli stami sono 5 con filamenti liberi e distinti, mentre le antere sono saldate in un manicotto (o tubo) circondante lo stilo.[15] Le antere sono prive di codette e alla base sono acute. Il polline è tricolporato.[16]
- Gineceo: lo stilo è filiforme. Gli stigmi dello stilo sono due divergenti e ricurvi con la superficie stigmatica posizionata internamente (vicino alla base).[17] L'ovario è infero uniloculare formato da 2 carpelli.
- Fioritura: da marzo a maggio.

Frutti. I frutti sono degli acheni con pappo. Gli acheni sono piccoli e con una evidente componente rossa. La forma del corpo, variabile da oblanceoloide a obovoide o fusiforme, è appiattita, angolosa (con 4 - 12 coste), con cono, becco e pappo finale. La superficie in genere è glabra, mentre nella parte superiore (in prossimità del becco) è ricoperta da numerosi tubercoli ed aculei. Il cono ha una forma cilindrica ed è lungo almeno 1/5 del corpo. Il becco è molto fragile ed è lungo il doppio del corpo. Il pappo è persistente ed è formato da numerose (da 50 a 100) setole bianche (peli semplici) disposte su una serie. Dimensioni dell'achenio: lunghezza 2,5 - 3,5 mm; larghezza 1 mm.

## Biologia
- Impollinazione: l'impollinazione avviene tramite insetti (impollinazione entomogama tramite farfalle diurne e notturne).
- Riproduzione: la fecondazione avviene fondamentalmente tramite l'impollinazione dei fiori (vedi sopra).
- Dispersione: i semi (gli acheni) cadendo a terra sono successivamente dispersi soprattutto da insetti tipo formiche (disseminazione mirmecoria). In questo tipo di piante avviene anche un altro tipo di dispersione: zoocoria. Infatti gli uncini delle brattee dell'involucro si agganciano ai peli degli animali di passaggio disperdendo così anche su lunghe distanze i semi della pianta.

## Distribuzione e habitat
- Geoelemento: il tipo corologico (area di origine per l'Italia) è  Paleotemperato.
- Distribuzione: in Italia le specie di questo gruppo sono abbastanza comuni e si trovano su tutto il territorio. Altrove sono presenti in Europa, Transcaucasia, Anatolia, Asia mediterranea e Africa mediterranea.
- Habitat: l'habitat preferito per queste piante sono gli ambienti aridi e soleggiati e a volte antropizzati.
- Distribuzione altitudinale: sui rilievi, in Italia, queste piante si possono trovare fino a 1.800 m s.l.m..

## Tassonomia
La famiglia di appartenenza di questa voce (Asteraceae o Compositae, nomen conservandum) probabilmente originaria del Sud America, è la più numerosa del mondo vegetale, comprende oltre 23.000 specie distribuite su 1.535 generi, oppure 22.750 specie e 1.530 generi secondo altre fonti (una delle checklist più aggiornata elenca fino a 1.679 generi). La famiglia attualmente (2021) è divisa in 16 sottofamiglie.

### Filogenesi
Il genere di questa voce appartiene alla sottotribù Crepidinae della tribù Cichorieae (unica tribù della sottofamiglia Cichorioideae). In base ai dati filogenetici la sottofamiglia Cichorioideae è il terz'ultimo gruppo che si è separato dal nucleo delle Asteraceae (gli ultimi due sono Corymbioideae e Asteroideae). La sottotribù Crepidinae fa parte del "quarto" clade della tribù; in questo clade è in posizione "centrale" vicina alle sottotribù Chondrillinae e Hypochaeridinae.
La sottotribù è divisa in due gruppi principali uno a predominanza asiatica e l'altro di origine mediterranea/euroasiatica. Da un punto di vista filogenetico, all'interno della sottotribù, sono stati individuati 5 subcladi. Il genere di questa voce appartiene al subclade denominato "Ixeris-Ixeridium-Taraxacum clade". Nel clade Ixeris-Ixeridium-Taraxacum i primi due generi (Ixeris e Ixeridium) formano un "gruppo fratello", mentre il grande genere Taraxacum è in posizione "basale". In posizione intermedia, questo clade include anche il genere Askellia. [La precedente configurazione filogenetica è basata sull'analisi di alcune particolari regioni (nrITS) del DNA; analisi su altre regioni (DNA del plastidio) possono dare dei risultati lievemente diversi.]
I caratteri distintivi per il genere Taraxacum sono:
- le piante sono rizomatose;
- le foglie sono riunite in rosette radicali;
- le infiorescenze sono formate da capolini solitari e terminali;
- le brattee sono disposte in due serie;
- il tubo della corolla ha all'apice dei ciuffi di lunghi peli;
- i capolini hanno un numero elevato di fiori (fino a 300);
- i numeri cromosomici sono elevati;

Il genere Taraxacum è composto da numerosi "stirpi" o "aggregati" (o sezioni tassonomiche) le cui specie differiscono poco una dall'altra. La causa di questa elevata presenza di "specie collettive" è l'apogamia collegata a processi di poliploidizzazione (spesso sono presenti individui triploidi, tetraploidi, pentaploidi, esaploidi, e oltre). Un altro fattore importante per spiegare le variazioni, oltre alle mutazioni genetiche, è l'ibridazione.

Il successo della diffusione di questo genere (e anche della sua variabilità) è dato inoltre dal fatto che facilmente le sue specie si adattano ad ogni tipo di habitat (per questo in più parti sono considerate piante invasive); oltre a questo il "soffione", l'organo di supporto per la riproduzione, può contenere oltre un centinaio di pappi con relativi semi. 

Altre ricerche hanno collegato la maggiore frequenza della comparsa dell'apogamia in gruppi di specie situate in areali fortemente influenzati dall'antropizzazione; viceversa altri gruppi relegati in ambienti naturali più tranquilli si presentano con minore variabilità e una diploidia più bassa e costante. Per i motivi sopra esposti questo genere viene più facilmente descritto attraverso il concetto di "aggregato" (o specie collettive o sezioni), piuttosto che attraverso singole specie di difficile definizione. Attualmente (2022) il genere Taraxacum è suddiviso in 50 - 60 sezioni (secondo i vari Autori). In Europa sono presenti 35 sezioni, mentre in Italia sono presenti 16 sezioni (con circa 150 specie).
I caratteri distintivi per le specie di questa sezione sono:
- la base delle piante (piccole e gracili) è avvolta da tuniche persistenti;
- le foglie hanno una lamina profondamente inciso-sfrangiata con segmenti laciniati;
- i cornetti apicali delle brattee esterne (larghe 1 - 2 mm) dell'involucro sono rossi o brunastri;
- gli acheni hanno una evidente componente rossa;
- il cono apicale dell'achenio è lungo almeno 1/5 del corpo.

### Elenco delle specie
La sezione di questa voce ha circa 200 - 250 specie (oltre 200 nell'areale Euromediterraneo), delle quali una trentina sono presenti sul territorio italiano:
Specie italiane
- Taraxacum acrocuspidatum   Sonck, 1977: il tipo corologico è  Endemico; si trova solamente in Italia.
- Taraxacum barbaricinum  Arrigoni, 2007 - Tarassaco della Barbagia: il tipo corologico è  Endemico; si trova solamente in Sardegna.
- Taraxacum botanicorum    Sonck, 1988 - Distribuzione: Albania e Grecia; ultimamente è stata segnalata anche in Calabria.
- Taraxacum brachyglossum    (Dahlst.) Raunk., 1906 - Distribuzione: Trentino-Alto Adige, altrove si trova nel resto dell'Europa; numero cromosomico 2n = 24 e 32.
- Taraxacum dunenseforme  Sonck, 1977 - Distribuzione: Alpi Lombarde (forse in Sardegna); altrove si trova in Spagna.
- Taraxacum epirense    Soest, 1966 - Tarassaco dell'Epiro: si trova in Italia, Francia e Grecia.
- Taraxacum erythrospermum   Andrz. ex Besser, 1821 - Tarassaco a semi rossi: è una specie diploide a riproduzione sessuata; in Italia è una specie comune e si trova sulle Alpi e nell'Appennino fino ad una quota di 1.800 m s.l.m.; si trova anche in Europa centrale e orientale e in Siberia occidentale; numero cromosomico 2n = 16. Questa entità comprende anche i sinonimi Taraxacum laevigatum (Willd.) DC. e Taraxacum scanicum Dahlst.[24]
- Taraxacum fulvum   Raunk., 1906  - Distribuzione: Italia e Europa (soprattutto al nord).
- Taraxacum gasparinii    Tineo ex Lojac., 1903 - Tarassaco di Gasparrini: la pianta è grossa con foglie laciniate colorate di verde scuro-grigiastro; la corolla è colorata di giallo biancastro luminoso (all'esterno sono presenti delle strisce rosso vinoso scuro); l'habitat tipico sono gli ambienti montani; in Italia si trova dalla Toscana verso Sud; si trova anche in Europa mediterranea; numero cromosomico 2n = 24.
- Taraxacum genargenteum   Arrigoni, 2007 - Tarassaco del Gennargentu: il tipo corologico è  Endemico; in Italia si trova in Sardegna.
- Taraxacum gracillimum   Soest, 1968 - Tarassaco gracile: in Italia si trova nelle Alpi Orientali, altrove è presente in Francia, Austria e ex Slovenia.
- Taraxacum lacistophylloides   Dahlst., 1933 - Distribuzione: Europa centrale (dall'Italia alla Gran Bretagna).
- Taraxacum lacistophyllum   (Dahlst.) Raunk., 1906: si trova dall'Italia alla Penisola scandinava (compresa la Penisola Iberica e le isole Britanniche); numero cromosomico 2n = 24.
- Taraxacum lucense   Arrigoni, Ferretti & Padula, 2006 - Tarassaco lucchese: il tipo corologico è  Endemico; in Italia si trova in Toscana; numero cromosomico 2n = 24.
- Taraxacum montesignum   Soest, 1954 - Distribuzione: Italia, Francia e Spagna.
- Taraxacum multidentatum  Soest, 1966 - Distribuzione: Italia, Francia e Spagna.
- Taraxacum obliquum   Dahlst., 1912 - Distribuzione: Europa del Nord (in Italia è da verificare - forse nei Friuli).
- Taraxacum parnassicum   Dahlst., 1926 - Tarassaco del Parnaso: in Italia si trova nel Trentino-Alto Adige e in Calabria; è inoltre presente nel resto dell'Europa; numero cromosomico 2n = 24 e 32.
- Taraxacum perincisum   (Rigo ex Murr) Murr, 1901 - Distribuzione: in Italia si trova nei Friuli; altrove si trova in Europa (dall'Italia alla Norvegia).
- Taraxacum plumbeum   Dahlst, 1911 - Distribuzione: in Italia si trova nel Trentino-Alto Adige; altrove si trova in Europa (dall'Italia alla Svezia).
- Taraxacum proximum   (Dahlst.) Dahlst., 1906 - Distribuzione: si trova nell'Europa centrale, orientale e del Nord (in Italia è da definire).
- Taraxacum pseudocastaneum   Soest, 1966 - Distribuzione: Francia e Italia (da definire).
- Taraxacum retzii   Soest, 1961 - Tarassaco di Retz: si trova in Italia (distribuzione da definire), Francia, Spagna e Gran Bretagna.
- Taraxacum roseocarpum   Soest, 1957 - Tarassaco a frutti rosa: si trova in Italia (distribuzione da definire), Francia e Spagna.
- Taraxacum rubicundum   (Dahlst.) Dahlst., 1906 - Distribuzione: Italia (Trentino-Alto Adige, Sardegna e Sicilia), Europa centrale fino alla Penisola scandinva (compresa la Spagna).
- Taraxacum sarcidanum   Arrigoni, 2007 - Tarassaco sarcidano: il tipo corologico è  Endemico; in Italia si trova in Sardegna.
- Taraxacum sardomontanum   Arrigoni, 2007 - Tarassaco della Sardegna: il tipo corologico è  Endemico; in Italia si trova in Sardegna.
- Taraxacum subdissimile   Dahlst., 1933 - Distribuzione: Europa centrale (Italia da definire; forse Alpi Retiche).
- Taraxacum tortilobum   Florstr., 1914 - Distribuzione: Europa discontinua (Italia da definire).
- Taraxacum vaccarii   Soest, 1966 - Tarassaco di Vaccari: la pianta è estremamente ridotta; il tipo corologico è  Endemico; in Italia si trova (probabilmente) al Centro.
- Taraxacum xantholigulatum   Sonck, 1977 - Tarassaco a fiori gialli: il tipo corologico è  Endemico; in Italia si trova in Sardegna.

La tabella seguente mette in evidenza alcuni dati relativi all'habitat, al substrato e alla distribuzione di una specie alpina tipica di questo gruppo..
| Specie | Comunità vegetali | Piani vegetazionali           | Substrato | pH     | Livello trofico | H2O   | Ambiente | Zona alpina         |
| --- | ----------------- | ----------------------------- | --------- | ------ | --------------- | ----- | -------- | ------------------- |
| Taraxacum erythrospermum | 9                 | (subalpino) montano collinare | Ca - Si   | neutro | alto            | secco | B2 F2    | tutto l'arco alpino |
| Legenda e note alla tabella. Substrato: con “Ca/Si” si intendono rocce di carattere intermedio (calcari silicei e simili). Zona alpina: vengono prese in considerazione solo le zone alpine del territorio italiano (sono indicate le sigle delle province). Comunità vegetali: 9 = comunità a emicriptofite e camefite delle praterie rase magre secche Ambienti: B2 = ambienti ruderali, scarpate; F2 = praterie rase, prati e pascoli dal piano collinare al subalpino |                   |                               |           |        |                 |       |          |                     |

Nota: nella pubblicazione di cui sopra la specie T. erythrospermum è indicata con il nominativo di T. laevigatum (Willd.) DC..

### Sinonimi
Sono elencati alcuni sinonimi per questa entità:
- Taraxacum sect. Dissimilia Dahlst.
- Taraxacum sect. Fulva  M. P. Christ..
- Taraxacum sect. Proxima  R. Doll.
- Taraxacum erythrospermum aggr.
- Taraxacum fulvum aggr.
- Taraxacum gasparrinii aggr.
- Taraxacum laevigatum aggr.
- Taraxacum simile aggr.